# Gli uomini non guardano il cielo
Gli uomini non guardano il cielo è un film del 1952 diretto da Umberto Scarpelli.

## Trama
Nel 1914, il Pontefice Pio X, profondamente addolorato e preoccupato al pensiero dell'immane tragedia che minaccia l'umanità, fa ogni sforzo per impedire lo scoppio della prima guerra mondiale. Mentre s'accinge a ricevere l'ambasciatore d'Austria, in previsione dell'importante colloquio, il Papa si raccoglie in preghiera. Suo nipote, giovane sacerdote, cerca di confortarlo e gli ricorda le varie tappe di un'esistenza, sulla quale il Signore ha così palesemente fatto scendere le sue benedizioni. Ricorda la borsa di studio ottenuta per gli studi al Seminario, l'amore per i fanciulli e per i poveri, dimostrato come parroco, la sua generosa carità nella missione pastorale a Mantova, i successi apostolici di Venezia.
Il sacerdote rievoca il Conclave, col memorabile episodio del veto dell'Imperatore d'Austria, dal Sacro Collegio fieramente respinto: e le successive votazioni, che, malgrado le ferventi suppliche del designato, portano alla elezione del Cardinale Sarto. Tutto il Pontificato di Pio X s'è uniformato alla divisa: "Instaurare omnia in Christo": nel decisivo colloquio, il messo dell'Imperial Regio Governo vedrà ergersi luminosa innanzi a sé la figura dell'assertore della pace e della collaborazione fraterna. Quindi il Pontefice s'avvia a celebrare la Santa Messa: per l'ultima volta, giacché insieme alla Vittima eucaristica, egli consuma il proprio sacrificio.